# Ibalonius karschii
Ibalonius karschii is een hooiwagen uit de familie Podoctidae. De originele naamcombinatie (protoniem) was Ibalonius karschii Loman, 1902. Een volgende naamrecombinatie werd gepubliceerd als Paribalonius karschii (Loman, 1902) in Roewer 1912, later Ibaloniellus karschii (Loman, 1902) in Roewer 1923, maar werd vervolgens teruggedraaid (per Rambla 1984).